# Август Доброгост Яблоновський
Яблоновський Август Доброгост Станіслав Вольфганг Жегота, в Унійній Вірі Микола (3 серпня 1769, Лейпциг — 14 серпня 1791, Склименці) — князь, представник роду Яблоновських. У літературі відомий як «князь-козак». Власник маєтностей в Україні.

## Життєпис
Син новогрудського воєводи, князя Юзефа Олександра Яблоновського та його другої дружини — княжни Францішки Вікторії Воронецької.
Невдовзі після смерті (1777 р.) батька мати вислала його на Волинь (маєток у Ляхівцях (пол. Lachowiec) під опіку маршалка двору Яблоновських Піянєцкого — колишнього обер-лейтенанта часів Барської конфедерації. На Августа Доброгоста Яблоновського ще в Лейпцигу, раніше — у Ляхівцях — мав вплив надвірний стрілець — козак Стефан Матушиненька, тому він не дуже квапився вивчати науки та магнатсько-княжі манери. Тільки раз — 1787 — як князь-дідич, новогрудський воєводич урочисто вітав короля Станіслава Августа Понятовського, який їхав до Канева, а дорогою мав візит ввічливости до княгині Францішки Вікторії Яблоновської в Ляхівцях.
Відмовився від виїзду за кордон (мати хотіла, відповідно до заповіту її чоловіка, вислати сина навчатись), обрав собі за садибу Стеблів у Канівському старостві (мати передала йому права на Стеблівський ключ: містечко та 10 сіл). Звільнив частину підданих від обов'язку обробляти землю, утворив з них власну дружину добірних козаків: спочатку з 150 осіб, пізніше складала до 500 осіб-вершників. Август Доброгост Яблоновський з кожним роком краще переймав козацькі звичаї, у 1788 р. перейшов на Греко-Католицький обряд, змінив ім'я на Микола; як «князь Микола» був відомим серед козаків та навколишніх селян. Одягався по-козацьки, носив чуб, скасував двір.
Різні автори спогадів та праць про нього по-різному тлумачать його поведінку, бачать його намагання поєднати Козацьку державу з Польщею, інші бачать бажання наслідувати особу канівського старости Миколи Василя Потоцького, ще деякі — просто дивацтво та ненормальність. 1789 року став ротмістром Кавалерії Народової.
Помер 14 серпня 1791 року в таборі під Склемінцями, був похований у Лисянці у фундованому ним монастирі василіян.